# Ignazio Buttitta

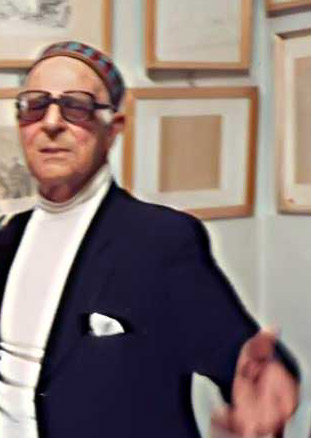
Ignazio Buttitta

Ignazio Buttitta (* 19. September 1899 in Bagheria auf Sizilien; † 5. April 1997 ebenda) war ein italienischer Lyriker. 

## Leben
Buttitta wurde als Sohn einer einfachen Familie geboren, die eine kleine Wurstwarenhandlung in Bagheria betrieb. Nach der Teilnahme am Ersten Weltkrieg schloss er sich den Sozialisten an. Er arbeitete im Geschäft der Eltern mit, begann aber nebenbei, Gedichte in seiner sizilianischen Muttersprache zu schreiben. 1923 erschien sein erster Gedichtband. Kurz nach Erscheinen des zweiten Bandes 1928 zog Buttitta aus geschäftlichen Gründen nach Mailand. 
Während des Zweiten Weltkriegs musste er wegen seiner politischen Gesinnung Mailand vorübergehend verlassen. Er schloss sich der Resistenza an, wurde verhaftet und entging nur knapp einer Verurteilung. Nach der Rückkehr nach Mailand pflegte er engen Kontakt zu anderen Künstlern aus Sizilien wie den Schriftstellern Elio Vittorini und Salvatore Quasimodo oder dem Maler Renato Guttuso. In dessen Haus lernte er auch die Volkssängerin Rosa Balistreri kennen, die seine Gedichte in ihr Repertoire aufnahm. 1954 erschien, finanziert von der kommunistischen Partei, sein drittes Werk. Der 1972 veröffentlichte Band Io faccio il poeta wurde mit dem Premio Viareggio ausgezeichnet. 
Buttitta interessierten vor allem aktuelle, politische Themen aus seiner Heimat. In dem Gedicht A Stragi di Purtedda befasst er sich mit Salvatore Giuliano und dem von ihm verübten Anschlag auf die Kommunisten, in Lamentu d’una matri mit der Ermordung eines bekannten Gewerkschaftsmitglieds durch die Mafia. Außerdem setzte er sich sehr für den Erhalt der sizilianischen Sprache ein.

## Werke
Buttittas Werke wurden ins Französische, Griechische und Russische übersetzt. 
- Sintimintali, erschienen in Palermo 1923
- Marabedda, erschienen in Palermo 1928
- Lu pani si chiama pani, erschienen in Rom 1954
- Lamentu pi la morti di Turiddu Carnivali, erschienen in Palermo 1956
- La peddi nova, erschienen in Mailand 1963
- Lu trenu di lu suli, erschienen in Mailand 1963
- La paglia bruciata, erschienen in Mailand 1968
- Io faccio il poeta, erschienen in Mailand 1972
- Il cortile degli Aragonesi, erschienen in Catania 1974
- Il poeta in piazza, erschienen in Mailand 1974
- Prime e nuovissime, erschienen in Turin 1983
- Le pietre nere, erschienen in Mailand 1983

| Personendaten    | Personendaten         |
| ---------------- | --------------------- |
| NAME             | Buttitta, Ignazio     |
| KURZBESCHREIBUNG | italienischer Lyriker |
| GEBURTSDATUM     | 19. September 1899    |
| GEBURTSORT       | Bagheria auf Sizilien |
| STERBEDATUM      | 5. April 1997         |
| STERBEORT        | Bagheria auf Sizilien |